# ولایت جیزک
ولایت جیزک یکی از ولایت‌های کشور ازبکستان است.
وسعت آن ۲۰٬۵۰۰ کیلومتر مربع و جمعیت آن ۱٬۰۳۳٬۰۰۰ تن است.
این ولایت در شمال‌شرقی سمرقند قرار گرفته و مرکز آن شهر جیزک است.

## شهرستان‌های ولایت جیزک
فهرست شهرستان‌ها:*
- شهرستان ضربدار
- شهرستان زامین
- شهرستان ظفرآباد
- شهرستان جیزک
- شهرستان ارنسای
- شهرستان بهمال
- شهرستان دشت‌آباد
- شهرستان دوستلیک
- شهرستان فارش
- شهرستان گاگارین
- شهرستان غله‌آرال
- شهرستان مرجان‌بولاغ
- شهرستان پخته‌کار

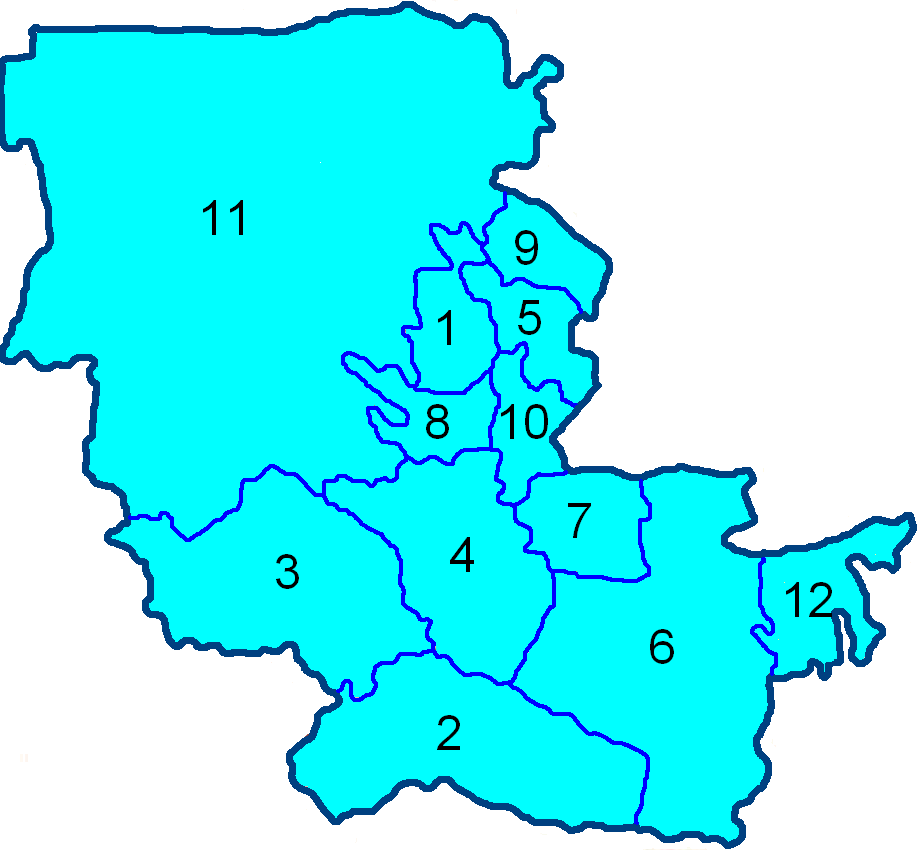

سه شهر جیزک، دوستلیک، پَخته‌کار و غَلّه‌آرال خود به عنوان مناطق شهرستانی بشمار می‌آیند.

## شهرها
- آچی
- ارنسای
- بلندچقیر
- بلگان
- چکند
- شهر چنگال
- چله‌مزار
- دشت‌آباد
- دتیریم
- دوستلیک
- شهر جلایر
- دوکی
- فروز
- گاگارین
- غله‌آرال
- گابدون
- غالبلار
- ایرگنلی